# RETScreen
RETScreen Clean Energy Management Software (обичайното съкращение е RETScreen) е софтуерен пакет, разработен от правителството на Канада. RETScreen Expert беше специално посочен на Срещата на министрите за чиста енергия през 2016 г., проведена в Сан Франциско.
RETScreen Expert е настоящата версия на софтуера, пусната в разпространение на 19 септември 2016 г. Софтуерът позволява пълно идентифициране, оценка и оптимизиране на техническата и финансовата жизнеспособност на потенциални проекти за възобновяема енергия и енергийна ефективност, както и оценка и проверка на действителната ефективност на съоръжения, и разкриването на възможности за пестене/производство на енергия. „Режимът Визуализатор“ в RETScreen Expert е безплатен и позволява достъп до цялата функционалност на софтуера. За разлика от предишните версии на RETScreen, сега обаче се предлага нов „Професионален режим“ (който позволява на потребителите да запазват, разпечатват и т.н.) чрез годишен абонамент.
RETScreen Suite, включващ RETScreen 4 и RETScreen Plus, е предишната версия на софтуера RETScreen. RETScreen Suite включва възможности за анализ на едновременно производство на топлина и електроенергия извън мрежата.
За разлика от RETScreen Suite, RETScreen Expert представлява интегрирана софтуерна платформа, която използва подробни и всеобхватни прототипи за оценка на проекти и включва възможност за анализ на портфейла. RETScreen Expert интегрира множество бази данни в помощ на потребителя, включително глобална база данни за метеорологичните условия, получена от 6700 наземно базирани станции и сателитни данни на НАСА; референтни база данни; база данни за разходи; база данни за проекти; хидрологични база данни и база данни за продукти. Софтуерът съдържа широк кръг от интегрирани учебни материали, включително електронен учебник.

## История
Първата версия на RETScreen е пусната в разпространение на 30 април 1998 г. Версия 4 на RETScreen е пусната в разпространение на 11 декември 2007 г. в Бали, Индонезия, от канадския министър на околната среда. RETScreen Plus е пусната през 2011 г. RETScreen Suite (интегрираща RETScreen 4 и RETScreen Plus с множество допълнителни надстройки) е пусната в разпространение през 2012 г. RETScreen Expert е пусната в разпространение на 19 септември 2016 г.

## Програмни изисквания
За работа с програмата се изисква Microsoft® Windows 7 SP1, Windows 8.1 или Windows 10; и Microsoft® .NET Framework 4.7 или по-висока версия. Възможно е програмата да работи на компютри Apple Macintosh, ако се използва Parallels или VirtualBox за Mac.

## Партньори
RETScreen се управлява под ръководството и постоянната финансова подкрепа на изследователския център към Министерството на природните ресурси на Канада CanmetENERGYVarennes. Основният екип си сътрудничи с много други държавни и многостранни организации и получава техническа помощ от обширна мрежа от експерти в бранша, правителството и научната общност. Сред основните му партньори са Изследователският център на НАСА в Ленгли, Партньорство по възобновяема енергия и енергийна ефективност (REEP), Независимият оператор на електрически системи в Онтарио (IESO), Отделът по енергетика на подразделението за технологии, промишленост и икономика в рамките на Програмата на ООН за околна среда UNEP, Глобалният екологичен фонд (GEF), фонд Prototype Carbon на Световната банка, и Инициативата за устойчива енергия към Йоркския университет.

## Примери за използване
От февруари 2018 г. софтуерът RETScreen има над 575 000 потребители във всички държави и територии.
Според независимо проучване за въздействието върху околната среда до 2013 г. използването на софтуера RETScreen е допринесло на световно ниво с икономии за потребителите от сделки за над 8 милиарда щ.д., с намаления на емисиите на парникови газове с 20 МТ годишно и осигурена възможност за най-малко 24 ГВт инсталирани мощности за чиста енергия.
RETScreen се използва широко за улесняване и реализиране на проекти за чиста енергия. Например RETScreen е използван за:
- за модернизация на Емпайър Стейт Билдинг с прилагане на мерки за енергийна ефективност[22]
- в производствените обекти на 3M Canada[23]
- в значителна степен от ирландската индустрия за производство на вятърна енергия при анализ на потенциални нови проекти[24]
- за наблюдение на енергийните характеристики на стотици училища в Онтарио[25]
- в програмата за едновременно производство на топлина и електроенергия (оптимизация на бионерегия) на компанията Manitoba Hydro за анализ на заявления за проекти[26][27]
- за управление на енергията в кампуси на университети и колежи[28]
- за многогодишна оценка на фотоволтаичната ефективност на обекти в Торонто (Канада)[29][30]
- за анализиране на слънчеви системи за въздушно отопление в бази на ВВС на САЩ[31]
- за общински обекти, включително за определяне на възможности за модернизиране на генериращите мощности в общини в Онтарио за постигане на по-голяма енергийна ефективност.[32][33]

Голям брой статии, описващи подробно различните приложения на RETScreen в различен контекст, се предлага на страницата на RETScreen’s в LinkedIn.
RETScreen се използва и като учебен и изследователски инструмент в над 1100 университета и колежа по света и често се цитира в научната литература. Примери за използване на RETScreen от научните среди може да се видят в раздели „Publications and Reports“ и „University and College Courses“ в информационния бюлетин на RETScreen, достъпен в изтегления софтуер.
Програми за стимулиране използването на източници за чиста енергия препоръчват или предписват използването на RETScreen на всички държавни равнища по цял свят, сред които са Рамковата конвенция на ООН за изменение на климата (UNFCCC) и ЕС; Канада, Нова Зеландия и Великобритания; много американски щати и канадски провинции; градове и общини; както и дружества за комунални услуги. Национални и регионални учебни семинари по RETScreen са проведени по официално искане на правителствата на Чили, Саудитска Арабия и 15 държави в Западна и Централна Африка, и Организацията за енергийно развитие на Латинска Америка (OLADE).

## Награди и признание
През 2010 г. организацията RETScreen International е наградена с Public Service Award of Excellence, най-високото отличие, присъждано от канадското правителство на негови държавни служители.
RETScreen и екипът на RETScreen са били номинирани и са получили много други престижни награди, включително Ernst & Young/Euromoney Global Renewable Energy Award, Energy Globe (Национална награда на Канада) и GTEC Distinction Award Medal.

## Отзиви
В обзора на Международната агенция по енергетика, посветен на пускането в разпространение на бета версията на хидроенергийната част на софтуера, той е описан като „силно впечатляващ“. Eвропейската агенция за околна среда заявява, че RETScreen е „изключително полезен инструмент.“ RETScreen е наричан още „един от малкото софтуерни инструменти и до момента най-добрият наличен за оценка на икономическата ефективност на системите за възобновяема енергия“ и „инструмент за подобряване ... на хармонизирането“ на пазара на чиста енергия по цял свят.